# James Butler, IX conte di Ormond
James Butler, IX conte di Ormond (1496 – Holborn, 28 ottobre 1546), è stato un nobile irlandese.

## Biografia
Era il figlio di Piers Butler, VIII conte di Ormond, e di sua moglie Margaret FitzGerald.

## Matrimonio
Nei primi mesi del 1522, gli è stato proposto, dal re Enrico VIII di sposare la cugina, Anna Bolena, che era la pronipote di Thomas Butler, VII conte di Ormond. I negoziati per il matrimonio, però, si fermarono, per ragioni sconosciute. In seguito sposò Lady Joan Fitzgerald, il 21 dicembre 1532. Lady Joan era la figlia ed erede del X conte di Desmond. Ebbero sette figli:
- Thomas Butler, X conte di Ormond (1532 - 22 novembre 1614), sposò in prime nozze Elizabeth Berkeley, in seconde nozze, Elizabeth Sheffield, dalla quale ebbe figli, in terze nozze, Helen Barry;
- John Butler di Kilcash (? - 10 maggio 1570), sposò Katherine MacCartie, dalla quale ebbe un figlio, Walter Butler, XI conte di Ormond;
- Edward Butler, sposò Mary Bourke, ebbero figli;
- Walter Butler, si sposò ed ebbe una figlia;
- Sir Edmund Butler (1534-1602), sposò Eleanor Eustace, ebbero figli;
- James Butler di Duiske;
- Piers Butler;

## Morte
Il 17 ottobre 1546, James andò a cenare presso Ely House, a Holborn, Londra. Cadde vittima di un avvelenamento di massa con il suo amministratore e 16 dei suoi servi. Morì il 28 ottobre.